# Giat
Giat là một xã ở tỉnh Puy-de-Dôme trong vùng Auvergne-Rhône-Alpes miền trung nước Pháp.

## Địa lý
Sông Chavanon (tiếng địa phươngla Ramade) nằm ở vùng Tây Nam của xã và chảy theo hướng Đông nam.